# Martubung
Martubung is een bestuurslaag in het regentschap Medan van de provincie Noord-Sumatra, Indonesië. Martubung telt 16.065 inwoners (volkstelling 2010).